# たばこ特別税
たばこ特別税（たばことくべつぜい）は、一般会計における債務の承継等に伴い必要な財源の確保に係る特別措置に関する法律（平成10年法律第137号）に基づき、製造たばこに対して当分の間課されることとされる日本の税金である。平成10年12月1日より課税。
このたばこ特別税は、日本国有鉄道清算事業団及び国有林野事業特別会計の負債を、一般会計に承継させることに伴い生じる負担を補うために創設された。国債整理基金特別会計の歳入に組み入れられる。
課税物件、納税義務者については、たばこ税と同様である。

## 税率
たばこ特別税の税率は、1,000本につき820円。旧3級品の紙巻たばこについては、1,000本につき389円であったが、平成31年4月1日からこの特例は廃止された（一般会計における債務の承継等に伴い必要な財源の確保に係る特別措置に関する法律第8条第1項）。 租税特別措置法第88条の2第1項に該当(本邦に入国する者がその入国の際に携帯して輸入し、又は政令で定めるところにより別送して輸入)する場合は、 1,000本当たり500円。

## 税収の推移
財務省の統計を参照（単位:100万円。単位未満切捨て）。決算ベース。
- 令和 4年度   115,801
- 令和 3年度   111,979
- 令和 2年度   112,151
- 令和元年度   123,768
- 平成30年度   124,812
- 平成29年度   133,712
- 平成28年度   141,437
- 平成27年度   147,530
- 平成26年度   142,135
- 平成25年度   160,526
- 平成24年度   157,462
- 平成23年度   159,542
- 平成22年度   162,530
- 平成21年度   190,387
- 平成20年度   196,978
- 平成19年度   214,224
- 平成18年度   217,639
- 平成17年度   232,855
- 平成16年度   238,894
- 平成15年度   241,106
- 平成14年度   254,968
- 平成13年度   260,185
- 平成12年度   264,447
- 平成11年度   273,574
- 平成10年度   092,651